# Chioninia
Chioninia (кабо-вердійська мабуя) — рід сцинкоподібних ящірок родини сцинкових (Scincidae). Представники цього роду є ендеміками Кабо-Верде. Раніше їх відносили до роду Mabuya, який вважався сміттєвим таксоном.

## Опис
Кабо-вердійські мабуї — середнього розміру або відносно великі ящірки з циліндричним тілом, доволі довгим хвостом і добре розвиненими п'ятипалими кінцівками. Спинні та червоні луски округлі і слабо відрізняються формою і розміром, але на спині луски дещо кілюваті. Вушні отвори невеликі, відкриті, барабанна перетинка розташована на дні короткого слухового отвору.
Кабо-вердійські мабуї віддають перевагу прибережним місцевостям. Живляться комахами, рослинністю, дрібними хребетними, іноді падлом. Ведуть переважно денний спосіб життя. Живородні, народжують двох дитинчат.

## Види
Рід Chioninia нараховує 7 видів, включно з одним вимерлим:
- †Chioninia coctei (A.M.C. Duméril & Bibron, 1839)
- Chioninia delalandii (A.M.C. Duméril & Bibron, 1839)
- Chioninia fogoensis (O'Shaughnessy, 1874)
- Chioninia nicolauensis (Schleich, 1987)
- Chioninia spinalis (Boulenger, 1906)
- Chioninia stangeri (Gray, 1845)
- Chioninia vaillantii (Boulenger, 1887)